# 上岡志輔子
上岡 志輔子 (かみおか しほこ、1980年12月22日 - )は、日本で活動する舞台女優。血液型はA型。劇団21世紀FOX所属。

## 参加作品

### テレビ
おかあさんといっしょ
- モノランモノラン (2009年 - 2011年) スイリン操演
- ポコポッテイト (2011年 - 2016年) ミーニャ操演
- ガラピコぷ〜 (2016年 - 2017年) チョロミー操演[1]

### 舞台
おかあさんといっしょ ファミリーコンサート
- モノランモノランこんにちは! (2009年5月) スイリン操演
- 星空のメリーゴーラウンド〜50周年記念コンサート〜 (2009年11月) スイリン操演
- モノランモノランとくもの木 (2010年5月) スイリン操演
- 森の音楽レストラン (2010年11月) スイリン操演
- ぽていじまへようこそ!! (2011年5月) ミーニャ操演
- ぽていじま・わくわくマラソン! (2012年5月) ミーニャ操演
- ふしぎ!ふしぎ!おもちゃのおいしゃさん (2013年5月) ミーニャ操演
- いたずらたまごの大冒険! (2013年11月) ミーニャ操演
- しゃぼんだまじょとないないランド (2014年11月) ミーニャ操演
- わくわく!ゆめのおしごとらんど (2015年11月) ミーニャ操演[2]
- しりとりじまでだいぼうけん (2016年5月) チョロミー操演
- ふしぎな汽車でいこう〜60年記念コンサート〜 (2019年11月) ミーニャ操演

おかあさんといっしょ スペシャルステージ
- みんないっしょに!空までとどけ!みんなの想い! (2013年8月) ミーニャ操演
- みんないっしょに!歌って遊んで 夢の大ぼうけん! (2015年8月) ミーニャ操演
- 星で会いましょう!〜出会えばみんなおともだち〜 (2016年8月) ミーニャ操演

ワンワンといっしょ!夢のキャラクター大集合
- 魔女がおじゃましま〜ジョ! (2014年2月) ミーニャ操演
- 春のプリンセスとおさむい将軍 (2015年2月) ミーニャ操演